# Edson Castillo
Edson Castillo (Puerto Ordaz, Venezuela; 18 de mayo de 1994) es un futbolista venezolano que juega como centrocampista en el Kaizer Chiefs F.C. de la Premier Soccer League de Sudáfrica.

## Selección nacional
Debutó con la vinotinto en la Copa América 2021, en la cual también marcó su primer gol en el encuentro frente a Ecuador que terminó empatado 2-2, anotó el primer gol de Venezuela y asistió el segundo en los minutos adicionales del segundo tiempo, su gol le valió el reconocimiento por la mejor celebración.

### Participaciones en Copas América
| Torneo            | Sede   | Resultado      | Partidos | Goles | Asist. |
| ----------------- | ------ | -------------- | -------- | ----- | ------ |
| Copa América 2021 | Brasil | Fase de grupos | 3        | 1     | 1      |